# Remise Linnaeusstraat

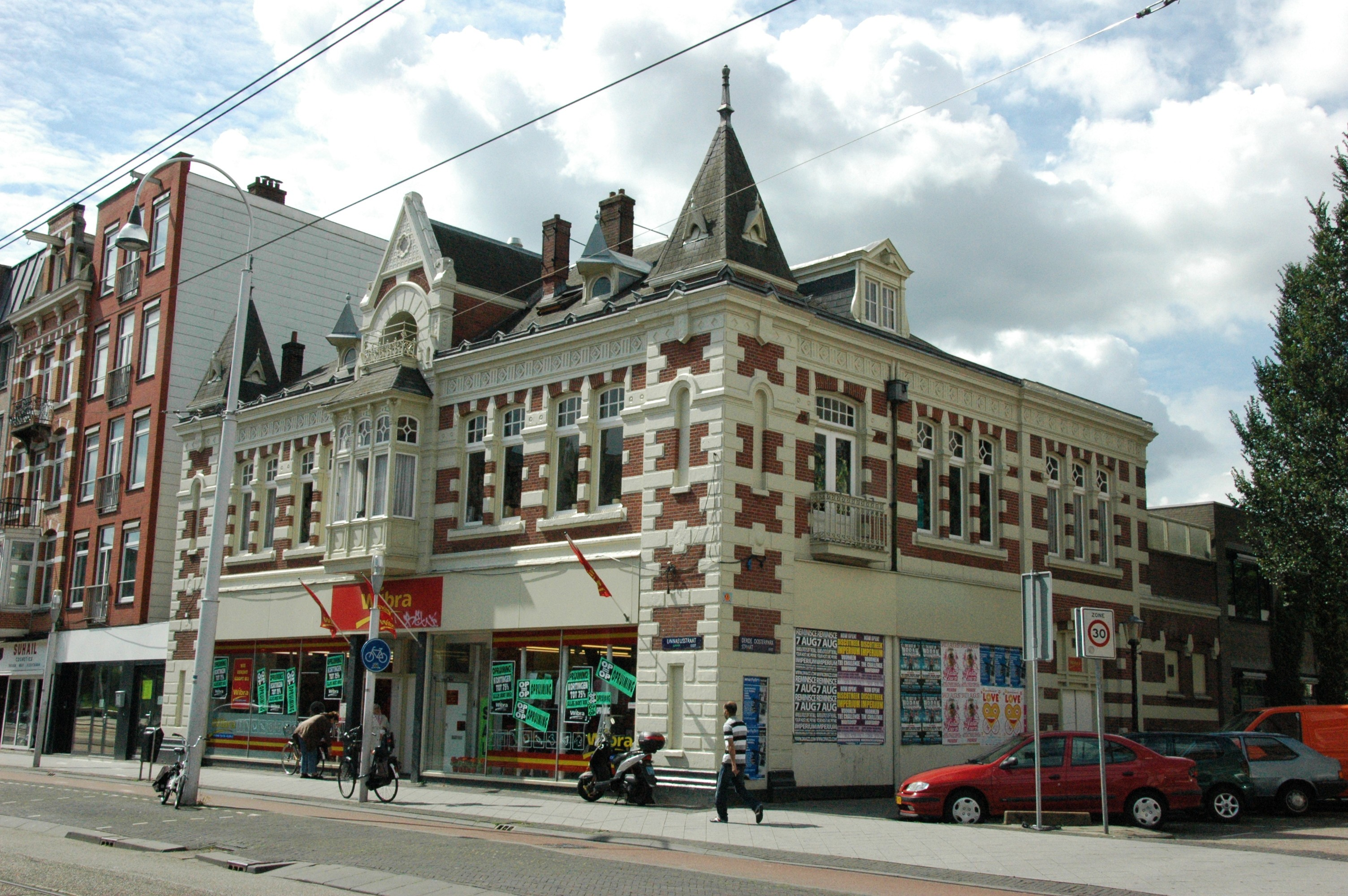
Het hoofdgebouw aan de Linnaeusstraat

De remise Linnaeusstraat is een voormalige tramremise van de Amsterdamsche Omnibus Maatschappij aan de Linnaeusstraat in Amsterdam-Oost. Het gebouw werd in 1884 gebouwd naar een ontwerp van Abraham Salm en gebruikt als stalling voor de paardentrams.
Vlakbij was het eindpunt van de paardentramlijn Dam-Linnaeusstraat, die werd ingesteld in 1884. In 1903 werd deze paardentramlijn vervangen door de elektrische tramlijn 9.
Omdat de paardentramlijnen vervangen werden door elektrische tramlijnen, werden de paarden overbodig. Op 4 januari 1904 vond er in deze remise een grote paardenveiling plaats en werden 250 trampaarden geveild. De paarden brachten tussen de ƒ 100 en ƒ 250 op.
Deze remise werd voortaan gebruikt als stalling voor vroegere paardentrams, die nu dienstdeden als bijwagen achter de elektrische motorwagens. Dit bleef zo tot in de jaren dertig. Daarna bleef dit complex nog in gebruik als opslag van niet meer gebruikt trammaterieel tot 1952. Daarna was het een opslagloods en garage. In 1986 werd een groot deel van het complex gesloopt om plaats te maken voor woningbouw. Het hoofdgebouw bestaat echter nog steeds en is tegenwoordig in gebruik als yogastudio.
Amsteldijk · Amstelveenseweg · Brouwersgracht · Droogbak · Havenstraat · Karperweg · Koninginneweg · Legmeerpolder · Lekstraat · Linnaeusstraat · Overtoom · Prins Hendrikkade · Oost · Roetersstraat · Stadhouderskade · Tollensstraat · Tweede Leeghwaterstraat · Veemarkt · Weesperzijde · Zeeburg